# Metro Montreal
Die Metro Montreal (französisch Métro de Montréal, englisch Montreal Metro) ist das wichtigste öffentliche Verkehrsmittel in Montreal. Die von der Verkehrsgesellschaft Société de transport de Montréal (STM) betriebene Metro wurde 1966 eröffnet und ist damit nach der Toronto Subway das zweitälteste U-Bahn-System in Kanada. Das aus vier Linien bestehende Netz ist 69,2 Kilometer lang und umfasst 68 Stationen. Erschlossen werden das Zentrum der Île de Montréal sowie die benachbarten Städte Laval und Longueuil.
Mit durchschnittlich 1.111.700 Fahrgästen werktäglich (1. Quartal 2011) ist die Metro die meistfrequentierte U-Bahn des Landes. Im Jahr 2010 nutzten 296,3 Millionen Fahrgäste die Metro (Umsteiger nicht miteingerechnet). Besonderheiten sind der Einsatz von gummibereiften Zügen, das vollständig unterirdische Streckennetz und die Gestaltung zahlreicher Stationen mit Kunstwerken.

## Geschichte

### Gescheiterte Projekte und Vorplanungen
Die Geschichte des öffentlichen Nahverkehrs in Montreal begann 1861 mit der Inbetriebnahme der ersten Pferdebahn in der Rue Saint-Jacques. 1892 verkehrte die erste elektrische Straßenbahn und bald darauf erstreckte sich das Netz über das gesamte Stadtgebiet. Doch der stark zunehmende Verkehr begann sich negativ auf die Pünktlichkeit der Straßenbahnen auszuwirken. Mehrmals gab es Vorschläge, dieses Problem durch den Bau einer U-Bahn zu lösen. 1910 wollte die Montreal Central Terminal Co. einen Tunnel unter dem Sankt-Lorenz-Strom errichten, was aber am Widerstand der etablierten Bahngesellschaften scheiterte.
Einen ähnlichen Vorschlag unterbreitete 1912 die Montreal Underground and Elevated Railway Co. Der Straßenbahnbetreiber Montreal Tramways Co. (MTC) schlug 1913 erstmals eine konventionelle U-Bahn-Linie vor. Sie sollte von der Rue Craig entlang der Rue Bleury und der Avenue du Parc bis zur Avenue du Mont-Royal führen; später wäre eine Verlängerung entlang dem Boulevard Saint-Laurent hinzugekommen. Das Projekt kam nicht zustande, zunächst wegen der Auswirkungen des Ersten Weltkriegs, danach aufgrund der Schuldenkrise der Stadt, die eine vorübergehende Treuhandverwaltung durch die Provinzregierung zur Folge hatte. Nachdem F. S. Williamson 1924 ein Projekt vorgestellt hatte, zog Paul Seurot 1925 nach. Letzterer erarbeitete vier Jahre später im Auftrag der MTC eine darauf aufbauende Studie. Die Weltwirtschaftskrise, von der Montreal besonders stark betroffen war, machte weitere Fortschritte zunichte.

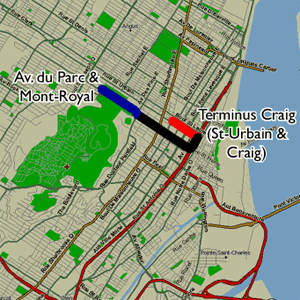
Projekt 1913
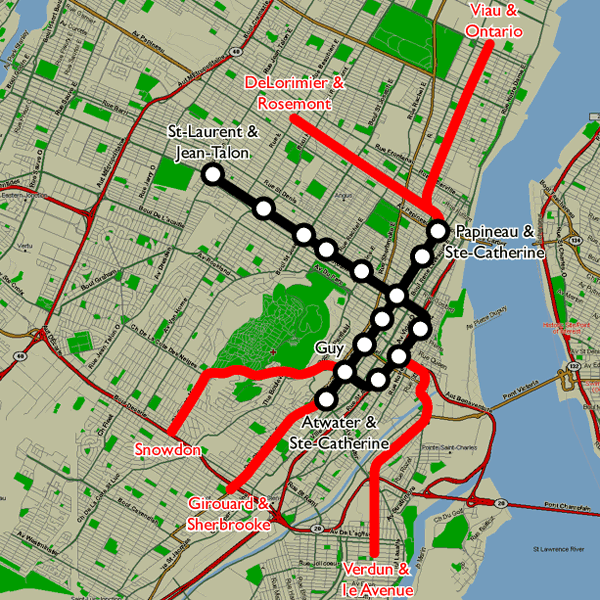
Projekt 1944
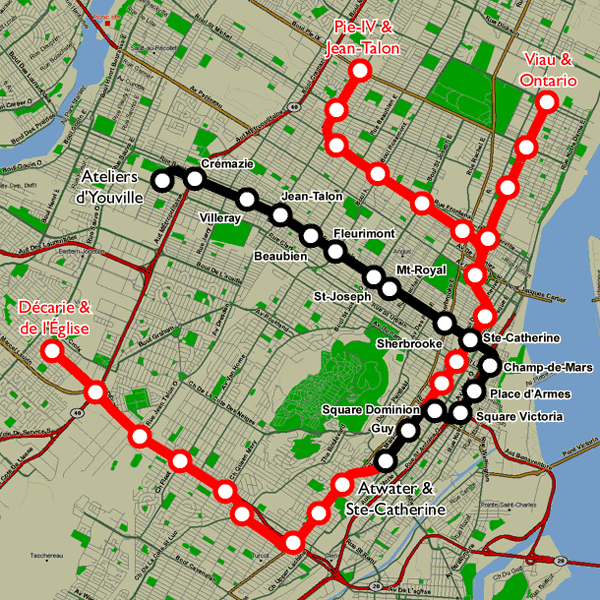
Projekt 1953
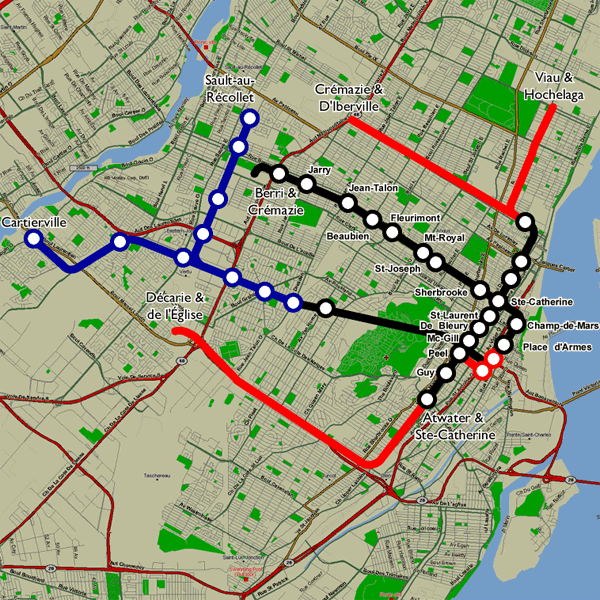
Projekt 1961

1944 legte die MTC der Stadtverwaltung erneut ein U-Bahn-Projekt vor. Die erste Linie sollte unter der Rue Sainte-Catherine zwischen Square Cabot und Avenue Papineau verlaufen, die zweite unter der Rue Saint-Denis von Jean-Talon nach Notre-Dame und von dort unter der Rue Saint-Jacques bis zur Rue Guy. Auch aus diesen Plänen ergab sich nichts, da die Stadt erneut unter Treuhandverwaltung geriet. Nachdem die Stadt 1950 die privaten Straßenbahngesellschaften übernommen hatte, legte sie bis 1959 sämtliche Strecken still. Deren Ersatz durch eine U-Bahn ließ aber weiterhin auf sich warten. Die städtische Verkehrsgesellschaft legte 1953 eine umfangreiche Studie vor. Sie schlug den Bau einer Linie unter der Rue Sainte-Catherine, der Rue Saint-Jacques und dem Boulevard Crémazie vor, ergänzt durch später zu bauende Erweiterungen.

### Bau des Grundnetzes

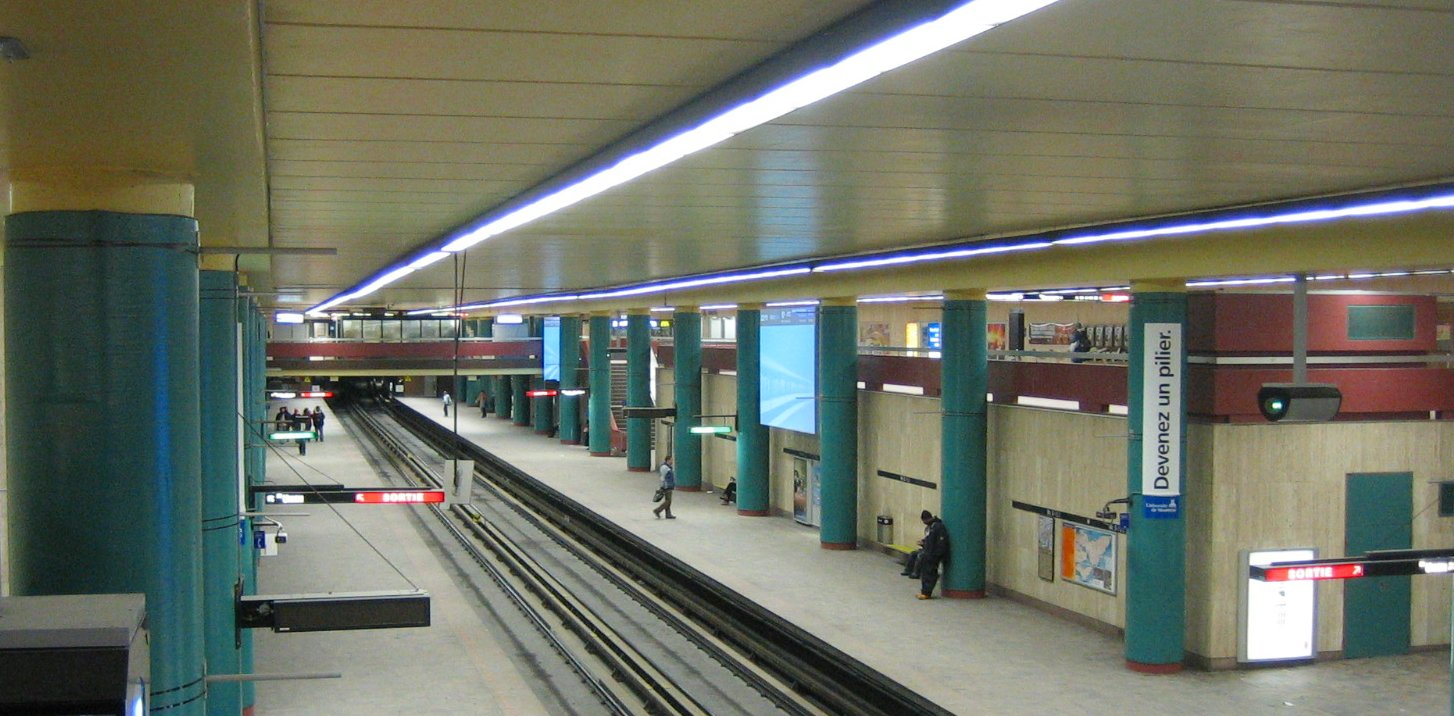
Station McGill

Jean Drapeau gewann die Bürgermeisterwahl von 1960 unter anderem mit dem Versprechen, das U-Bahn-Projekt endlich voranzutreiben. Am 20. Oktober 1961 präsentierte er das Vorprojekt, das mit dem heutigen Netz zwar in den Grundzügen übereinstimmte, jedoch auch bedeutende Abweichungen aufwies. Unter anderem war vorgesehen, den bisher von Eisenbahnen genutzten Mont-Royal-Tunnel als Teil der Linie 3 miteinzubeziehen.
Der Stadtrat genehmigte am 3. November 1961 einen Kredit für die Errichtung des Grundnetzes. Am 23. Mai 1962 erfolgte der Spatenstich, die Bauarbeiten standen unter der Leitung von Chefingenieur Lucien L’Allier. Im November 1962 erhielt Montreal den Zuschlag für die Ausrichtung der Weltausstellung Expo 67, was mehrere Projektänderungen zur Folge hatte. Da die Verhandlungen mit der Canadian National Railway über die Nutzung des Mont-Royal-Tunnels gescheitert waren, verzichtete man auf den Bau der Linie 3. Stattdessen wurde das Netz um die neue Linie 4 unter dem Sankt-Lorenz-Strom in den Vorort Longueuil ergänzt. Den Aushub verwendete man zur Landgewinnung: Im Sankt-Lorenz-Strom vergrößerte man die Île Sainte-Hélène und schuf die Île Notre-Dame völlig neu. Auf diesen beiden Inseln befand sich der größte Teil des Weltausstellungsgeländes.
Am 14. Oktober 1966 erfolgte die Eröffnung der Montrealer U-Bahn mit zwei Linien. Die grüne Linie 1 führte zunächst von Atwater nach Papineau, die orange Linie 2 von Place-d’Armes nach Henri-Bourassa. Die Fertigstellung kleinerer Abschnitte verzögerte sich um einige Monate. Am 19. Dezember 1966 wurde die grüne Linie von Papineau nach Frontenac verlängert, zwei Tage später kam die Zwischenstation Beaudry hinzu. Die orange Linie wurde um zwei Teilstrecken ergänzt; am 6. Februar 1967 von Place-d’Armes nach Square-Victoria–OACI, am 19. Februar weiter bis Bonaventure. Den Abschluss des Grundnetzes bildete die am 31. März 1967 eröffnete gelbe Linie 4 von Berri-UQAM nach Longueuil–Université-de-Sherbrooke, die am 28. April 1967 um die Zwischenstation Île-Sainte-Hélène (heute Jean-Drapeau) ergänzt wurde.

### Erweiterungen

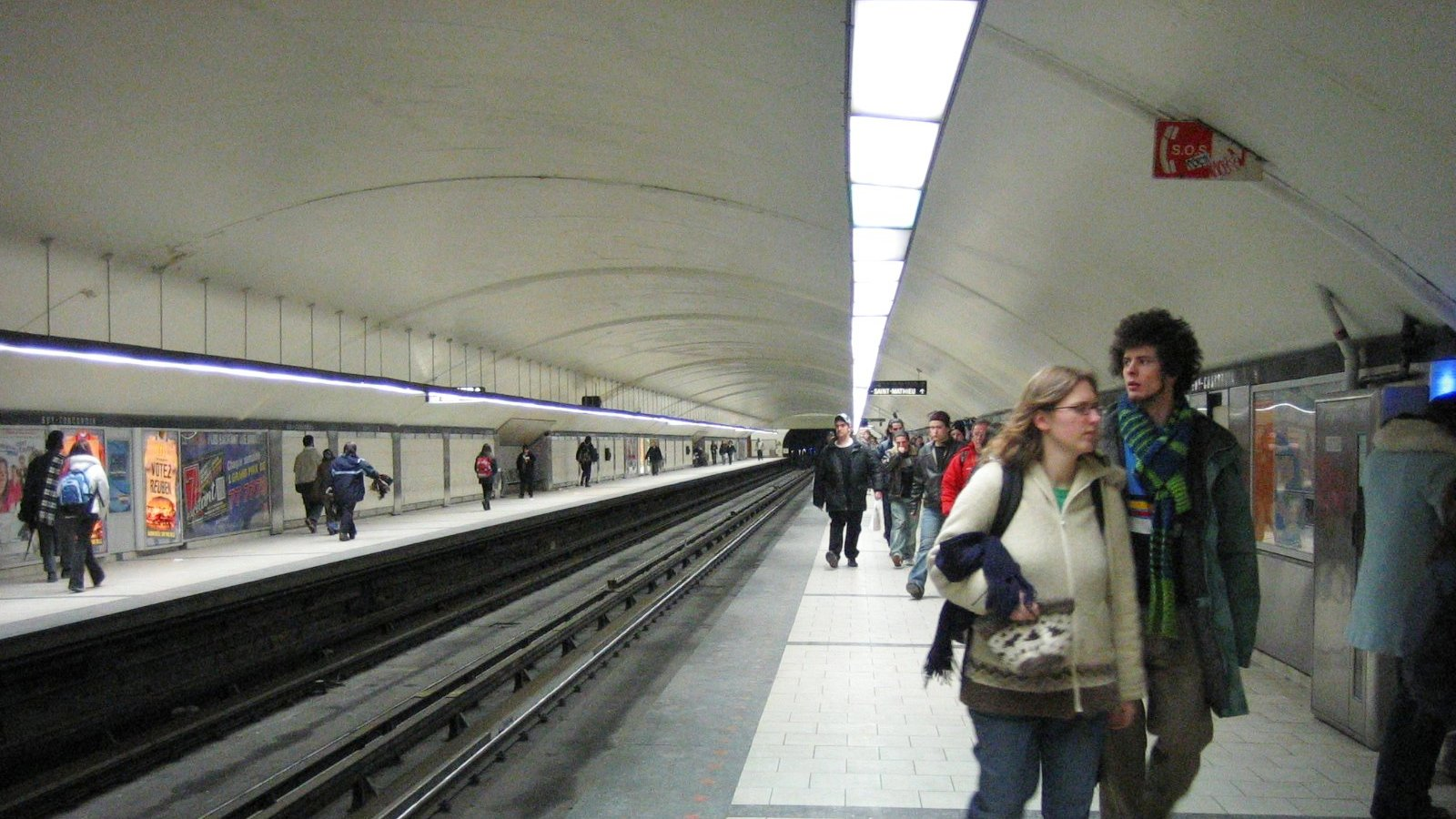
Station Guy-Concordia

Im Mai 1970 erhielt Montreal den Zuschlag für die Ausrichtung der Olympischen Sommerspiele 1976. Um die zahlreichen Besucher zum Olympiapark befördern zu können, begannen 1971 die Arbeiten an der nordöstlichen Verlängerung der grünen Linie. Die Eröffnung des Teilstücks Frontenac – Honoré-Beaugrand erfolgte am 6. Juni 1976, sechs Wochen vor Beginn der Olympischen Spiele. Etwas mehr als zwei Jahre später, am 3. September 1978, wurde die grüne Linie südwestwärts von Atwater nach Angrignon verlängert, womit sie ihre endgültige Ausdehnung erhielt.
In den 1980er Jahren folgten nacheinander mehrere Verlängerungen am Westast der orangen Linie. Den Anfang machte am 28. April 1980 das Teilstück Bonaventure – Place-Saint-Henri. Von dort aus wurde die Strecke am 7. September 1981 bis Snowdon verlängert, am 4. Januar 1982 bis Côte-Sainte-Catherine, am 29. Juni 1982 bis Plamondon, am 9. Januar 1984 bis Du Collège und schließlich am 27. Oktober 1986 bis Côte-Vertu. Ebenfalls in den 1980er Jahren begann der Bau der blauen Linie 5. Deren erstes Teilstück zwischen Saint-Michel und De Castelnau wurde am 16. Juni 1986 eröffnet. Es folgten die Abschnitte De Castelnau – Parc am 15. Juni 1987 und Parc – Snowdon am 4. Januar 1988. Schließlich wurde am 28. März 1988 die Zwischenstation Acadie eröffnet.
Die frühen 1990er Jahre waren von großen Staatsdefiziten in Kanada und insbesondere in der Provinz Québec geprägt. Dies führte dazu, dass diverse Ausbauprojekte keine gesicherte Finanzierung mehr hatten und es über mehrere Jahre hinweg zu einem Moratorium kam. Erst 2002 nahm man den Streckenbau wieder auf. Es entstand eine Verlängerung der orangen Linie unter den Rivière des Prairies hindurch in die Nachbarstadt Laval. Die Eröffnung des Teilstücks Henri-Bourassa – Montmorency erfolgte am 28. April 2007.

## Linien

Die U-Bahn-Station Berri-UQAM

Das aktuelle Metronetz Montreals besitzt 68 Stationen und ist 69,2 Kilometer lang. Es gibt derzeit vier Linien; diese werden hauptsächlich durch ihre Farbe unterschieden, aber auch durch ihre Nummer und ihre Endstationen. Die Fahrtrichtung wird stets mit der Bezeichnung der Endstation angegeben. Die längste und am stärksten genutzte Linie ist die grüne, die am wenigsten genutzte die blaue, die als einzige nicht durch das Stadtzentrum verläuft. Kürzeste Linie ist die gelbe. Diese und die orange Linie verlassen auch die Île de Montréal.
Es existiert keine Linie 3. Sie hätte ursprünglich auf der Canadian National-Strecke von Gare Centrale bis nach Deux-Montagnes verlaufen sollen. Westlich des Mont-Royal-Tunnels verläuft diese Trasse oberirdisch. Abweichend von den anderen  Metro-Linien waren Züge mit konventionellen Stahlrädern vorgesehen. Das Projekt wurde aber zugunsten der Linie 4 zurückgestellt und schließlich aufgegeben, nachdem in den 1970er-Jahren noch für einige Zeit vorgesehen war, die Strecke für eine Linie zum Flughafen Montreal-Mirabel zu benutzen. Die Trasse wird, nachdem sie bis zur Stilllegung 2020 von der in den 1990er-Jahren modernisierten Vorortbahn verwendet wurde, zukünftig ab Ende 2024 vom Réseau express métropolitain genutzt werden.
| Linie | Linie      | Strecke                                         | Eröffnung | Länge   | Stationen |
| ----- | ---------- | ----------------------------------------------- | --------- | ------- | --------- |
|       | 1 (grün)   | Angrignon ↔ Honoré-Beaugrand                    | 1966      | 22,1 km | 27        |
|       | 2 (orange) | Côte-Vertu ↔ Montmorency                        | 1966      | 30,0 km | 31        |
|       | 4 (gelb)   | Berri-UQAM ↔ Longueuil–Université-de-Sherbrooke | 1967      | 4,25 km | 3         |
|       | 5 (blau)   | Snowdon ↔ Saint-Michel                          | 1986      | 9,7 km  | 12        |

## Betrieb
Der U-Bahn-Betrieb beginnt um 5:30 Uhr und endet an Werk- und Sonntagen um 1:00 Uhr. An Samstagen wird der Betrieb eine halbe Stunde später eingestellt. Aufgrund der geringeren Fahrgastzahlen endet der Betrieb auf der blauen Linie bereits um 0:15 Uhr. Während der Hauptverkehrszeit (HVZ) verkehren die Züge auf der grünen und orangen Linie alle 2 bis 4 Minuten, sonst alle 5 bis 10 Minuten. Auf der gelben Linie wird während der HVZ alle 4 bis 6 Minuten gefahren, zu den übrigen Zeiten alle 10 Minuten. Die blaue Linie verkehrt in der HVZ alle 4 bis 5 Minuten, sonst alle 6 bis 10 Minuten.
Die Metro wird von der Société de transport de Montréal (STM) betrieben, die auch für den Busbetrieb auf der Île de Montréal zuständig ist. Abgegrenzt werden die Stationen durch Sperren, die nur mit einer Magnetkarte oder einer Kontaktloskarte durchschritten werden können. Die Metro ist vollständig in das Tarifsystem der ARTM eingebunden.

## Technik und Züge

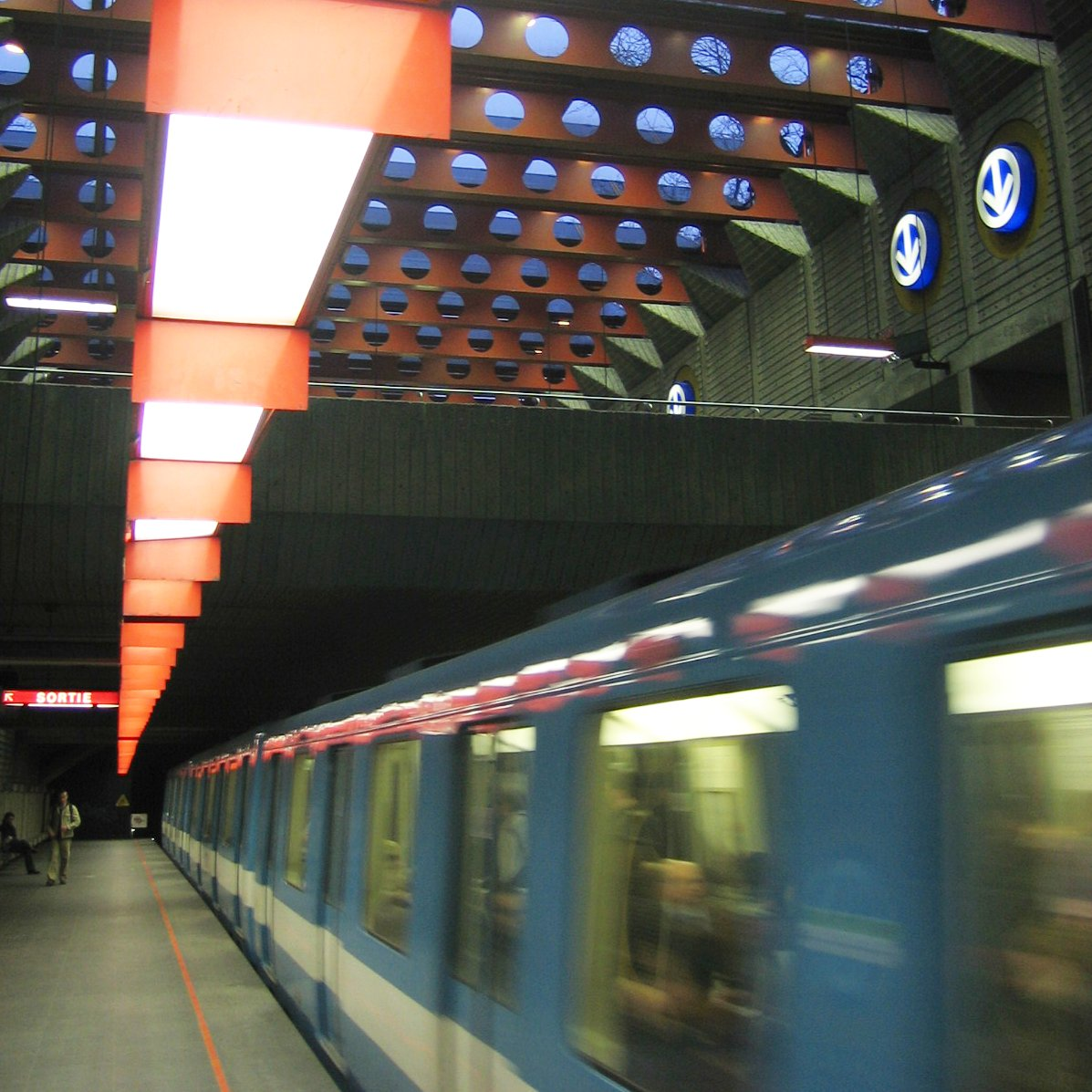
Station Préfontaine

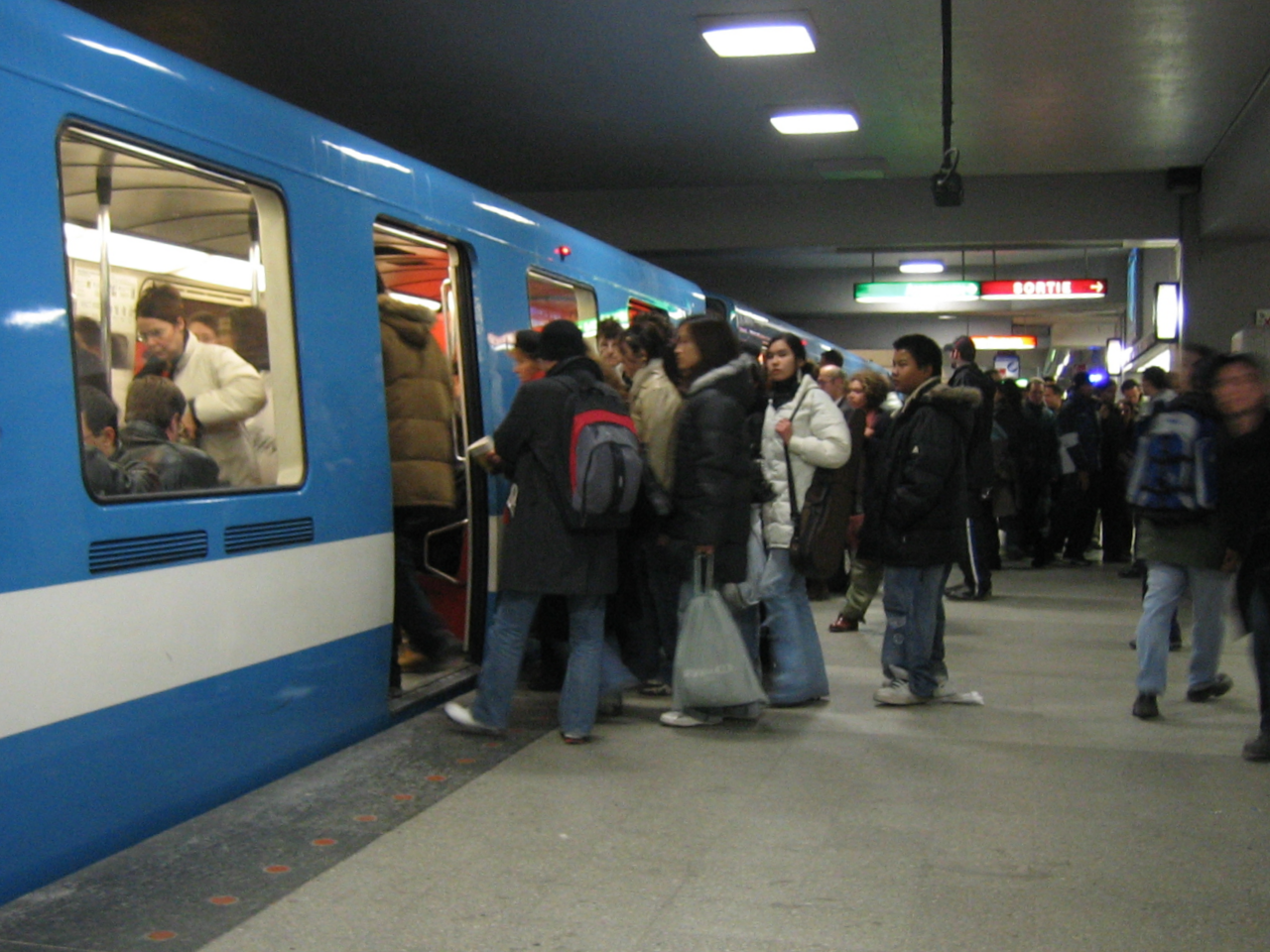
Metrozug in der Station Berri-UQAM

Die Montrealer U-Bahn fährt – nach einem Vorbild bei der Pariser Metro – auf Gummireifen. Dies ist allerdings nicht der Grund, warum sie komplett im Untergrund fährt. Vielmehr ist das System für oberirdische Fahrten nicht ausgelegt. So ist die technische Ausrüstung der Züge nicht vor Wasser geschützt. Außerdem senken die Gummiräder die Fahrgeräusche erheblich und erleichtern das Überwinden von Höhenunterschieden im Vergleich zu metallbereiften Zügen. Beispielsweise sind die Gummiräder bei der gelben Linie zwingend notwendig, da die zur Unterquerung des Sankt-Lorenz-Stroms eingebauten Steigungen mit Metallreifen-Zügen gar nicht überwunden werden können. Zudem wollte das frankophone Montreal eine gewisse Verbundenheit mit Frankreich unterstreichen, was ebenso die Systemwahl beeinflusst hat.
Alle Linien außer der gelben sind mit automatischer Zugsteuerung ausgestattet. Die Signaleinrichtungen senden Daten an die Züge, die mit Antennen ausgestattet sind. Die Züge fahren dadurch mit „optimierter“ Geschwindigkeit. Im Falle einer manuellen Steuerung zeigt der Geschwindigkeitsmesser nur die zulässige Höchstgeschwindigkeit an. Die Züge halten an den Bahnsteigen sehr genau, es gibt nur Abweichungen im Fünf-Zentimeter-Bereich. Dies wird durch ein Ortungsgerät bestimmt, das exakt die Länge des Bahnsteigs und des Zuges berechnet.
In Montreal werden derzeit zwei Zugtypen eingesetzt. Der Typ M-63 wurde ab 1963 von Canadian Vickers ausgeliefert. Die 336 Wagen dieses Typs verkehren auf der grünen und der gelben Linie. Der Zugtyp M-73, ab 1973 von Bombardier ausgeliefert, kommt auf der orangen und blauen Linie zum Einsatz; vorhanden sind 423 Wagen. Hinzu kommen insgesamt 83 Spezialfahrzeuge für betriebliche Zwecke. Die Züge haben sich als ausgesprochen zuverlässig und langlebig erwiesen, da sie aufgrund der komplett unterirdischen Führung der Metro kaum Witterungsbedingungen ausgesetzt sind. Mittlerweile gelten sie jedoch als veraltet, weshalb die STM die Provinzregierung Québecs aufgefordert hat, Mittel in die Beschaffung neuer Züge zu investieren. 2010 fiel der Beschluss zum Kauf neuer moderner Züge. Ab 2014 wurde der Zugtyp MPM-10 des Konsortiums Bombardier-Alstom ausgeliefert. Die 468 Wagen dieses Typs ersetzten die M-63-Wagen. Seit dem 7. Februar 2016 war der erste Zug auf der orangen Linie zu Testzwecken im Fahrgastbetrieb im Einsatz.
Am 16. Januar 2017 nahm die STM alle zwölf eingesetzten AZUR-Einheiten aus dem Betrieb, nachdem ein Schleifschuh am 14. Januar Signalanlagen beschädigt und zu einer mehrstündigen Betriebsstörung auf der orangen Linie geführt hatte. Zur genauen Untersuchung der Ursache wurde ein Zug mit Kameras ausgerüstet, um das Verhalten der Schleifschuhe zu beobachten. Nach Arbeiten an den Gleisanlagen und Änderungen bei der Wartung der Schleifschuhe, gingen die Züge ab dem 28. Januar 2017 schrittweise wieder in Betrieb.

## Architektur

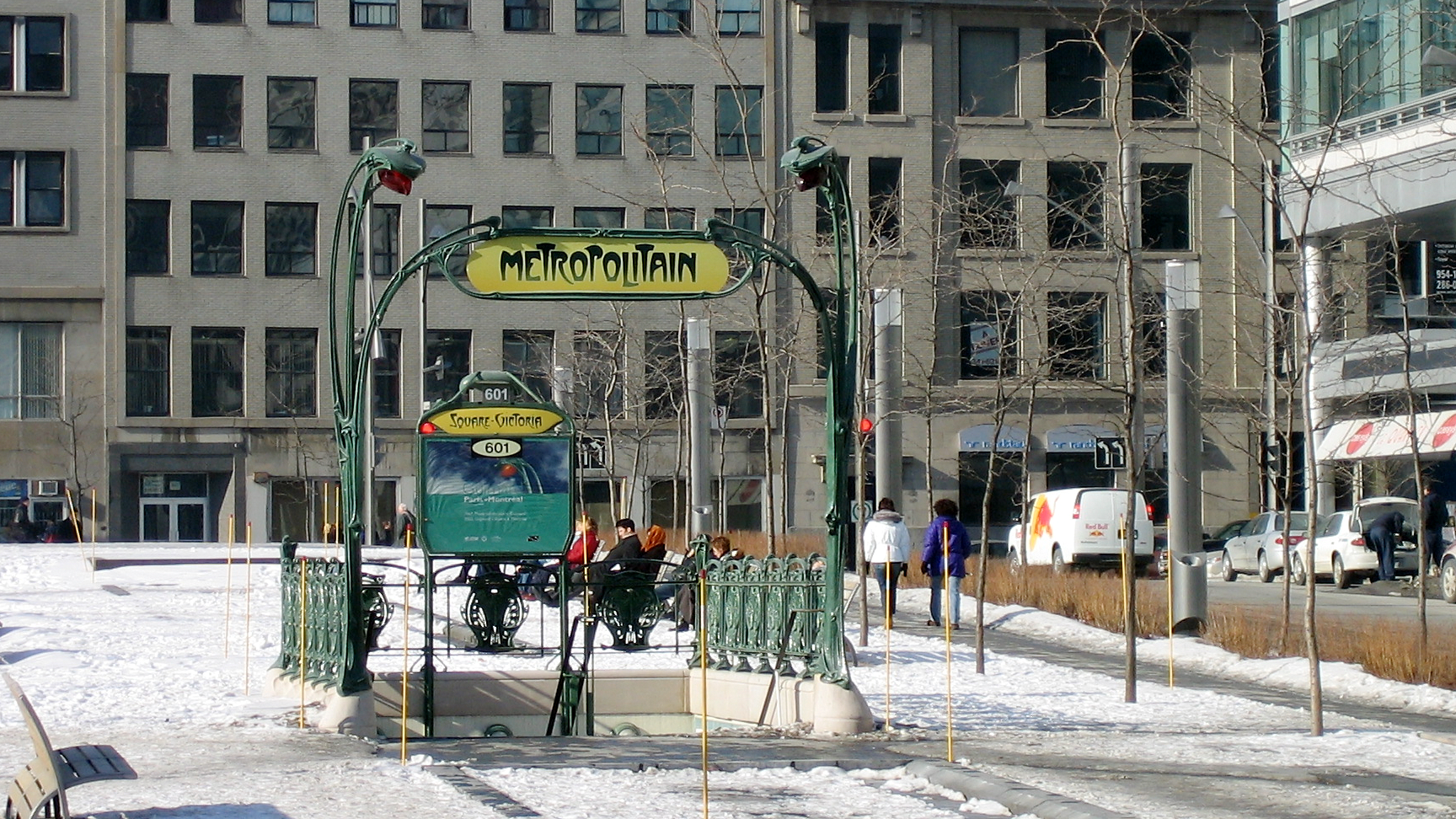
Einer der wenigen originalen Guimard-Eingänge außerhalb Paris

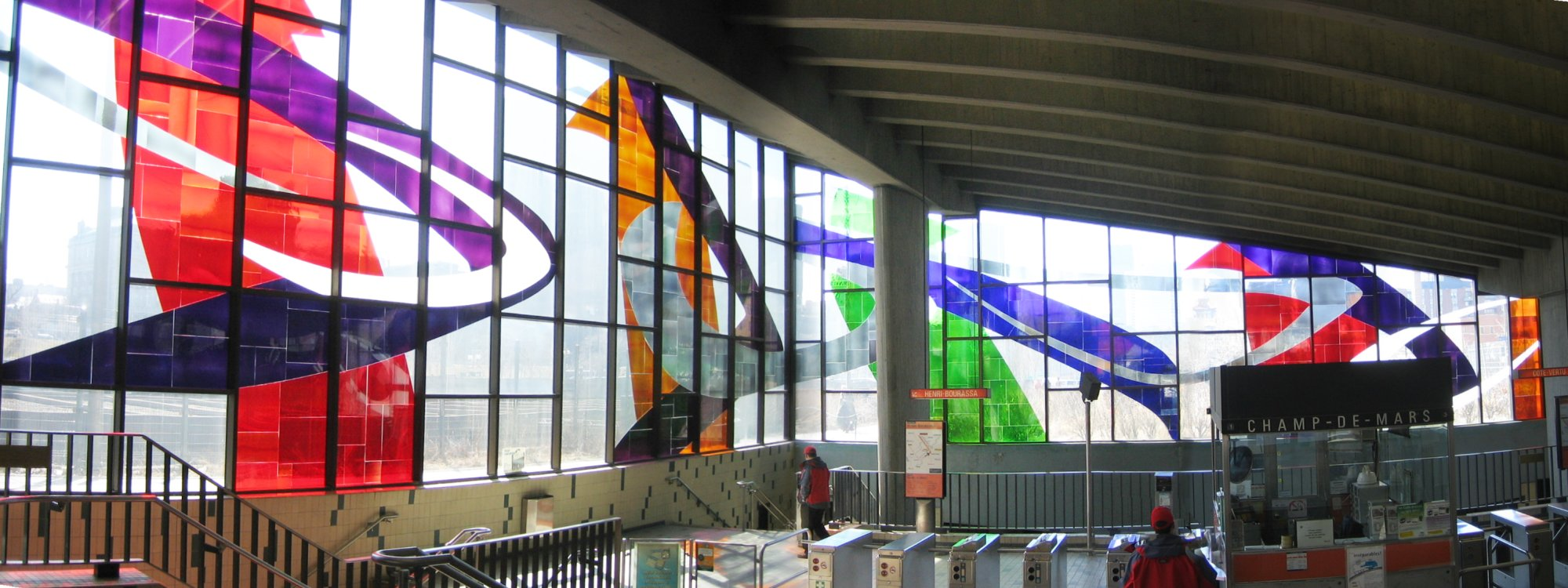
Glasmalereien in der Station Champs-de-Mars

Die U-Bahn in Montreal genießt für ihre Stationsarchitektur große Anerkennung. Unter der Leitung des damaligen Bürgermeisters Jean Drapeau wurde ein kanadischer Architektenwettbewerb ausgeschrieben, so dass jede Station anders gestaltet werden konnte. Beispielsweise ist die Station Berri-UQAM sehr vom Stil der Moderne geprägt.
Ähnlich der Stockholmer Tunnelbana gehörte die Montrealer Metro zu den ersten U-Bahnen in den westlichen Staaten, die damit begannen, öffentliche Kunst in den U-Bahn-Stationen auszustellen. Vorher war dies aus den Ostblockländern bekannt. Zu den wichtigsten Werken gehört ein Glasbild in der Station Champ-de-Mars, ein Meisterwerk der Québecer Künstlerin Marcelle Ferron. Bemerkenswert ist auch ein Guimard-Eingang an der Station Square-Victoria–OACI. Es handelt sich dabei um ein Geschenk der RATP, des Betreibers der Pariser Metro, da diese bei der Konstruktion der U-Bahn in Montreal behilflich war. Es ist einer der äußerst seltenen originalen Guimard-Eingänge außerhalb von Paris.
Das Design der Montrealer Metro ist sehr auf die örtlichen harten Winterverhältnisse abgestimmt. Im Gegensatz zu anderen U-Bahn-Städten sind die meisten Eingänge relativ schmal und besitzen Schwenktüren, so dass Wind und Schnee möglichst aus der Station herausgehalten werden. Mehrere Stationen in der Innenstadt sind durch Fußgängertunnel mit benachbarten Gebäuden verbunden und bilden einen Teil der weitläufigen Montrealer Untergrundstadt.

## Ausbauplanungen
Im Dezember 2011 veröffentlichte die Agence métropolitaine de transport (AMT, heutige Autorité régionale de transport métropolitain) die Studie Vision 2020. Bis zum Jahr 2020 waren neben zahlreichen anderen Angebotsverbesserungen unter anderem drei Erweiterungen des Metronetzes geplant. Zum anvisierten Zeitpunkt war jedoch keine davon im Bau und es gab seither mehrere Anpassungen.
Gilles Vaillancourt, der Bürgermeister von Laval, schlug 2007 vor, die beiden Enden der orangen Linie miteinander zu verbinden, wodurch eine Ringlinie entstünde. 2011 stellte er das Stadtentwicklungsprogramm ÉvoluCité vor, zu dem explizit der Ausbau der Metro in der Stadt Laval gehörte. Im Frühjahr 2013 reichte die STM beim Projektbüro für die Métro-Erweiterung einen Streckenvorschlag ein, der drei Stationen in Montreal (Poirier, Bois-Franc und Gouin) und fünf Stationen in Laval (Souvenir, Saint-Martin, Le Carrefour, Notre-Dame und Chomedey) vorsah.
Gemäß der Vision 2020 soll die Linie 4 weiter in die Stadt Longueuil hinein bis zum Boulevard Rolland-Therrien geführt werden. Die vier bis sechs neuen Stationen würden dabei Wohngebiete, Einkaufszentren und mehrere Schulen anbinden. Da die Linie 1 zwischen den Stationen Berri-UQAM und McGill in Spitzenzeiten stark beansprucht wird, schlug die Stadtverwaltung Montreals im April 2008 vor, die Linie 4 dorthin zu verlängern, um diesen Abschnitt zu entlasten.
Die Linie 5 soll von Saint-Michel aus um 5,8 km in nordöstlicher Richtung ins Arrondissement Anjou geführt werden. Vorgesehen sind fünf neue Stationen; die Endstation würde sich beim Einkaufszentrum Galeries d’Anjou befinden, in unmittelbarer Nähe eines Autobahnkreuzes. Die Premierminister Kanadas und Québecs, Justin Trudeau und Philippe Couillard kündigten am 9. April 2018 an, dass die Detailplanungen begonnen hätten und die Finanzierung der Baukosten in der Höhe von 3,9 Milliarden Dollar gesichert sei. Die Bauarbeiten sollen im Laufe des Jahres 2021 beginnen und 2026 abgeschlossen sein. Auf unbestimmte Zeit zurückgestellt wurde hingegen die Verlängerung der Linie 5 von Snowdon aus in Richtung Südwesten.
Seit 2018 im Bau ist das Schienenverkehrssystem Réseau express métropolitain (REM), das zwar in technologischer Hinsicht Ähnlichkeiten mit der Metro aufweist, von dieser aber betrieblich unabhängig sein wird. Es handelt sich dabei um eine fahrerlose Leicht-U-Bahn, die überwiegend in Ost-West-Richtung ein 67 km langes Streckennetz befahren wird. Sie wird den Gare Centrale mit Brossard, Deux-Montagnes, Sainte-Anne-de-Bellevue und dem Flughafen Montréal-Trudeau verbunden. Den Kern des Systems bildet die mehr als hundert Jahre alte Deux-Montagnes-Strecke der Vorortbahn von exo mit dem 4,8 km langen Mont-Royal-Tunnel. Die Eröffnung des REM soll etappenweise in den Jahren 2023 bis 2024 erfolgen. Der erste Abschnitt zwischen Brossard und Gare Centrale wurde am 28. Juli 2023 eröffnet und wird nach einem zweitägigen Probebetrieb mit Fahrgästen ab dem 31. Juli 2023 von der Linie A1 befahren.

## Kultur
Die Metro diente auch schon als Filmkulisse unter anderem für:
- Der Schakal (1997): Die Szenen spielen laut Drehbuch in der Washingtoner Metro, wurden aber in Wirklichkeit in der Station Lionel-Groulx gedreht.
- Jesus von Montreal